# 那須ほほみ
那須 ほほみ（なす ほほみ、2001年7月7日 - ）は、日本のモデル、女優、タレント、元アイドル。所属事務所はスターダストプロモーション。

## 来歴
- 2017年、スターレイプロダクション3大都市オーディションの福岡グランプリ受賞した。
- 2018年8月、アイドルグループ・PiiiiiiiNのメンバーとして加入。2020年7月8日、PiiiiiiiNが解散。
- 2022年、TGC（東京ガールズコレクション）に初出演。

## 人物
- 出身地は福岡県福岡市。
- 趣味は散歩、動画制作、コスメ集め。
- 特技は、博多弁、カメラ、歌唱、ダンスである。
- 地元の博多弁であざとカワイく呼びかける「＃寝る前に一言」の投稿で人気者になった。

## 出演

### テレビ
- めざましテレビ（2022年4月 - 2025年3月、フジテレビ）-「イマドキ」ガール（不定期出演）

### テレビドラマ
- ばかやろうのキス（2022年8月6日 - 9月3日、日本テレビ） - 北林沙織 役
- 差出人は、誰ですか?（2022年10月11日 - 12月16日、TBS） - 野木静香 役[1]
- 早朝始発の殺風景 第4話（2022年11月25日、WOWOW） - 吉永 役[2]
- 凋落ゲーム（2023年2月8日 - 3月1日、フジテレビ） - 小山聖菜 役[3]
- マイ・セカンド・アオハル 第8話 -（2023年12月5日 - 、TBS） - 赤坂舞香 役[4]
- 彩香ちゃんは弘子先輩に恋してる 2nd Stage（2025年6月27日 - 、毎日放送） - 海老名みさと 役[5]

### 配信ドラマ
- The Power Slap（2025年春配信予定、SWIPEDRAMA）- 亀山真美 役[6]
- BACK TO THE STORIES（2025年7月1日 - 、FOD SHORT）[7]

### 映画
- カラダ探し THE LAST NIGHT（2025年9月5日公開予定） - 木下有紗の友人 役[8]

### ミュージックビデオ
- C&K「あの日のスウィートメロディ」
- Saucy dog「あぁ、もう。」
- あたらよ「悲しいラブソング」

### ファッションショー
- 東京ガールズコレクション
  - 第37回 マイナビ 東京ガールズコレクション 2023 AUTUMN／WINTER（2023年9月2日、さいたまスーパーアリーナ）[9]
  - CREATEs presents TGC KITAKYUSHU 2023 by TOKYO GIRLS COLLECTION（2023年10月7日、西日本総合展示場新館）[10]
  - TGC MATSUYAMA 2024 by TOKYO GIRLS COLLECTION（2024年7月13日、愛媛県武道館）[11]
- Rakuten GirlsAward 2023 AUTUMN/WINTER（2023年9月30日、幕張メッセ）[12]

### CM
- レジーナクリニック「本格派の肌へ」篇（2022年5月7日 - ）[13]